# Otto Zurmühle
Otto Zurmühle (Luzern, 2 juli 1894 – Luzern, 19 december 1974) was een Zwitsers dirigent en muziekpedagoog.

## Leven
Zurmühle studeerde pedagogiek aan het Lehrerseminar van de stad Luzern en behaalde zijn diploma's in 1914 en 1915. Van 1914 tot 1964 was hij leraar aan de stadsscholen van Luzern. Van 1945 tot 1961 doceerde hij instrumentenkunde en instrumentatie voor harmonieorkesten aan de Musikhochschule Luzern, het voormalig conservatorium te Luzern. Van 1946 tot 1962 was hij dirigent van de Stadtmusik Luzern en van de Stadtmusik Sursee. 
Zurmühle heeft vooral als arrangeur en bewerker van muziek voor harmonieorkesten naam gemaakt. Zijn transcripties worden nog steeds gespeeld. In 1942 publiceerde hij het festschrift voor het 50-jarig bestaan van de Luzerner-Kantonal-Musikverband. Daarnaast schreef hij Der Blasmusikdirigent. Sinds 1935 was hij mederedacteur van de Schweizerische Blasmusikzeitung, een maandelijks magazine van de landelijke federatie van de Zwitserse harmonie- en fanfareorkesten.
Hij was ook gedurende een reeks van jaren jurylid van de wedstrijden van de landelijke federatie de Eidgenössischer Musikverein. Zurmühle heeft ook een boekje samengesteld met werken voor feestelijke gelegenheden.
- Gemeinsame Normdatei: 132397188
- International Standard Name Identifier: 0000 0000 2907 9040
- MusicBrainz: a2bba490-f7a3-4500-8e07-3f485ebad759
- Système universitaire de documentation: 260743976
- Virtual International Authority File: 47921981
- WorldCat: E39PBJhX8HY9XktQy6Vk3RbKh3